# The Prude's Fall
The Prude's Fall (título alternativo: Dangerous Virtue) é um filme mudo dramático britânico de 1925 dirigido por Graham Cutts e estrelado por Jane Novak, Julanne Johnston e Warwick Ward.
O filme foi rodado no Islington Studios, produzido pela companhia antecessora da Gainsborough Pictures. Adaptação de uma peça de Rudolph Besier e May Edington com roteiro escrito por Alfred Hitchcock. Distribuído em língua alemã sob o título de Seine zweite Frau.
Iris Barry, em crítica contemporânea no Daily Mail, afirmou: "Um filme inglês, sem ser de primeira classe de qualidade, mas com um elenco interessante." 

## Elenco
- Jane Novak como Beatrice Audley
- Julanne Johnston como Sonia Roubetsky
- Warwick Ward como Andre le Briquet
- Hugh Miller como Marquês de Rocqueville
- Gladys Jennings como Laura Westonry
- Miles Mander como Sir Neville Moreton
- Henry Vibart como Dean Carey
- Marie Ault como Sra. Masters
- Betty Compson (não creditada)